# Ágústa Eva Erlendsdóttir
Ágústa Eva Erlendsdóttir (født 28. juli 1982) er en islandsk sangerinde og skuespillerinde.
Hun var med i bandet Ske indtil hun i 2005 begyndte en solokarriere. Bedst kendt er hun for hendes at spillede den opdigtede person Silvia Night.